# Lesothói Magasföldi Vízlétesítmény

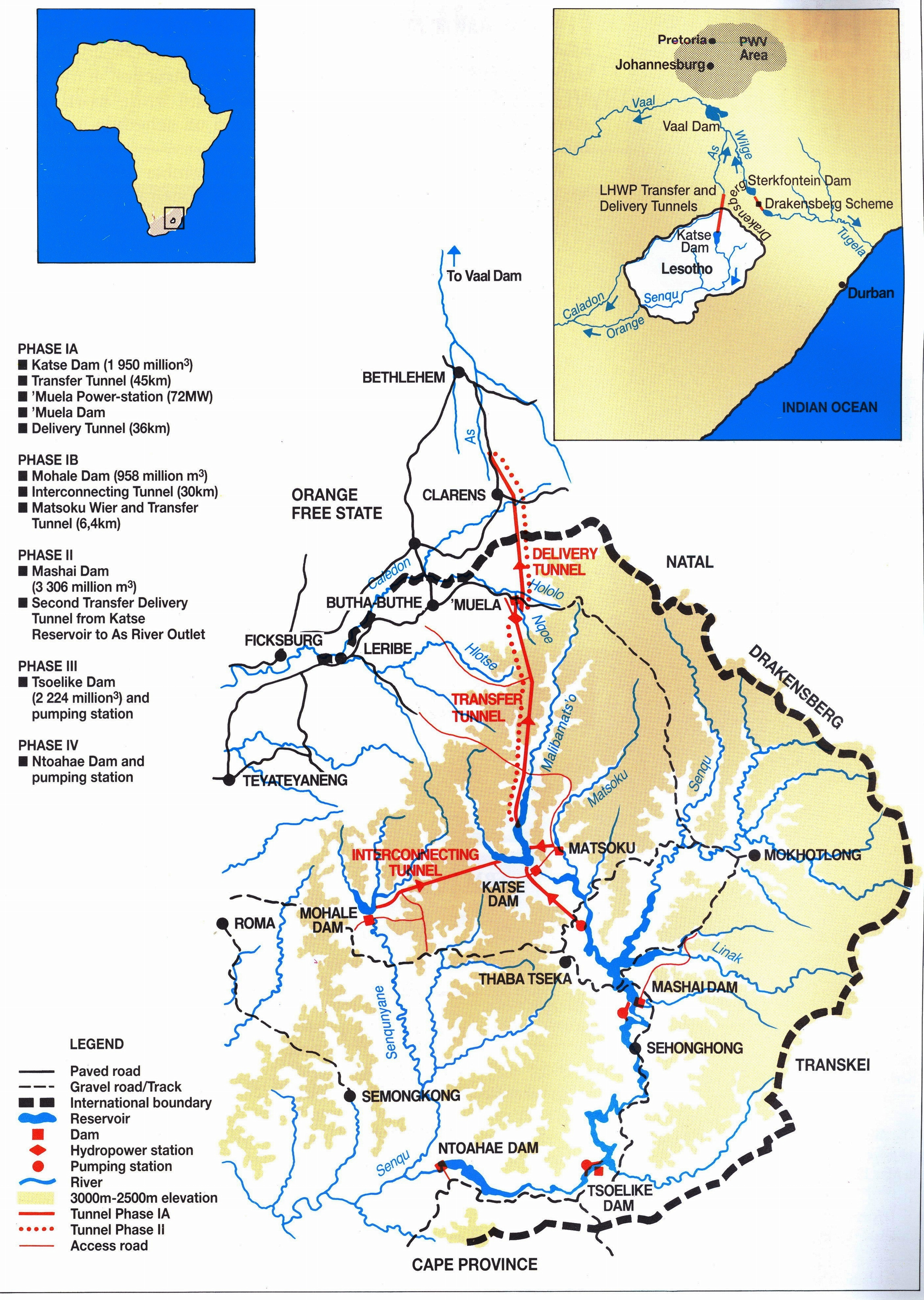
Lesotho és az LHWP elhelyezkedése

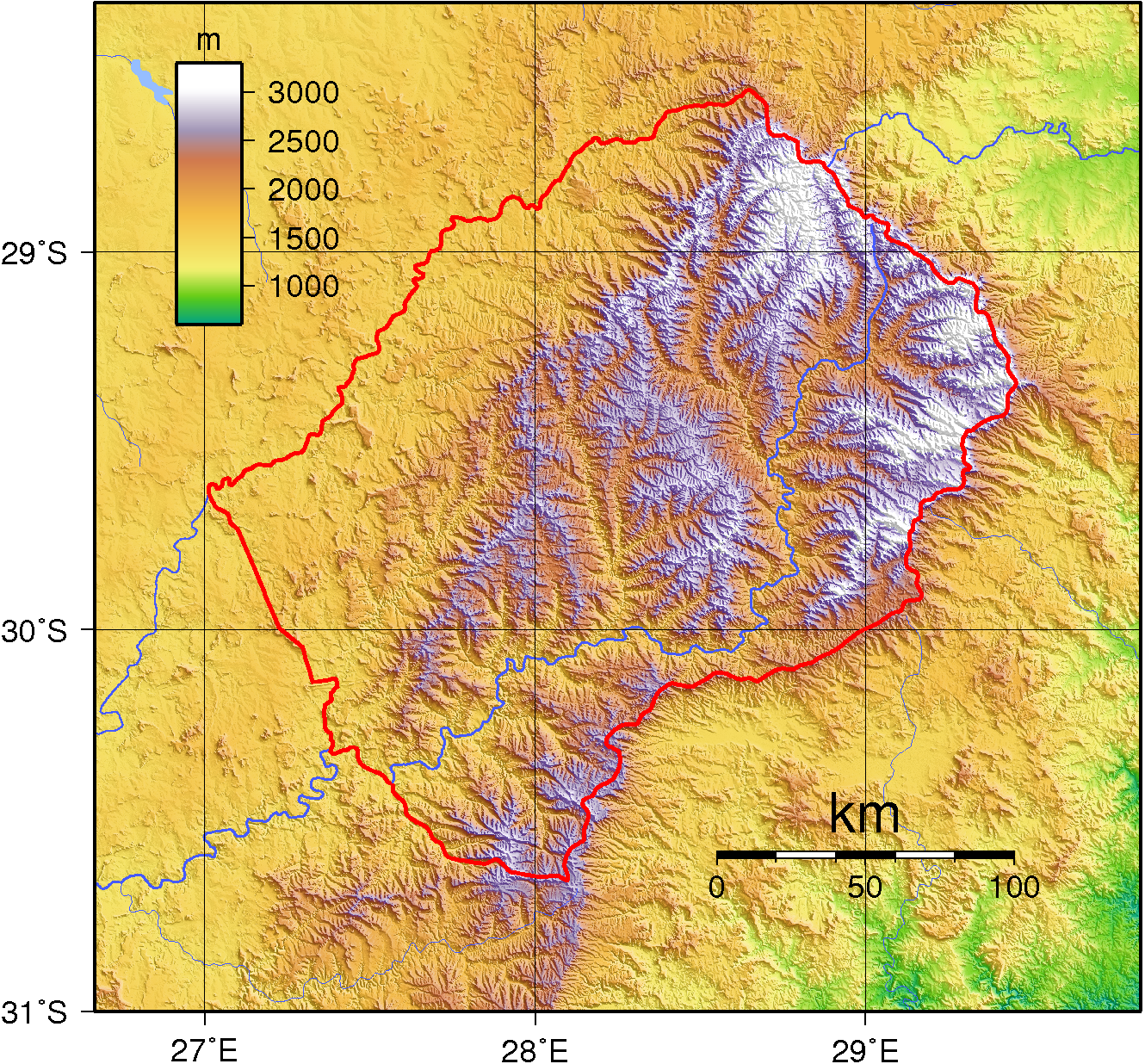
Lesotho domborzati térképe

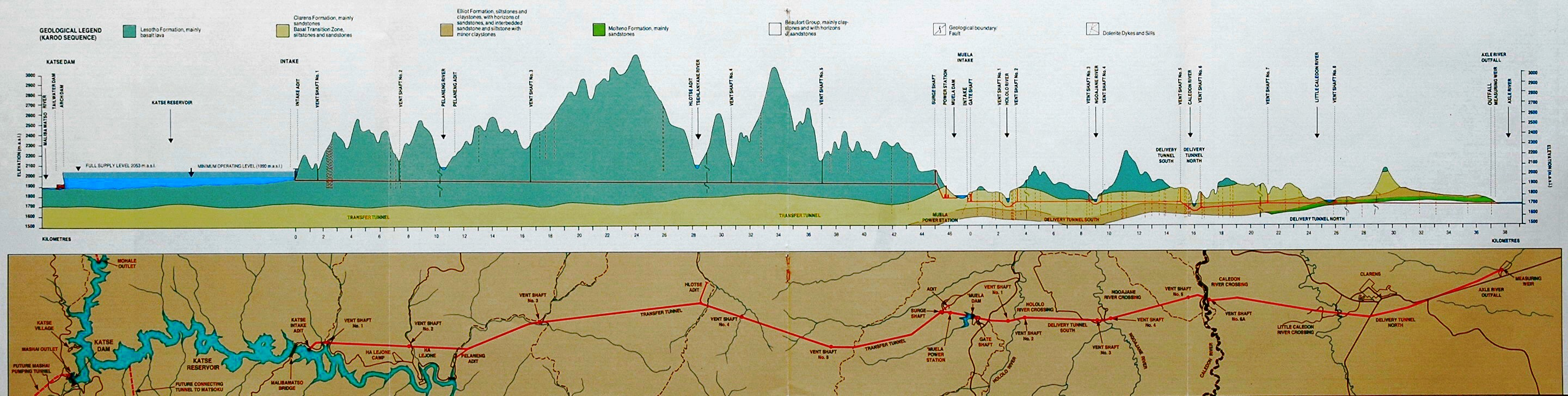
Az 1A szakasz hosszmetszete és helyszínrajza

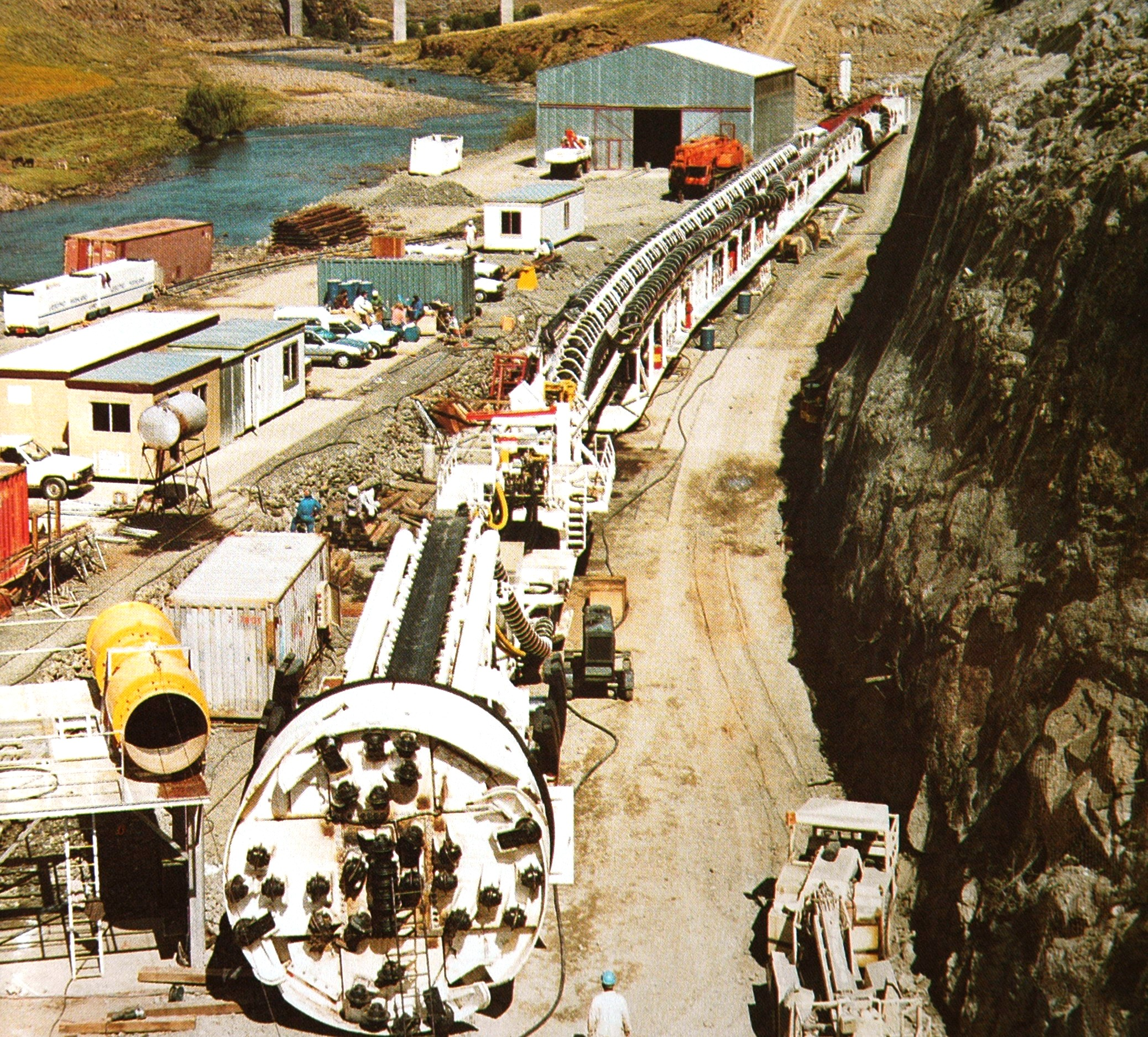
Atlas Copco – Jarva TBM. Jól látható a fejtőszerszámok szabad elhelyezéséből, hogy a gép csak kemény kőzet fejtésére alkalmas. Egy blokkos dyke harántolása során a gép elakadt, több hónapi munkával a teljes vágófejet kellett takarni acéllemezekkel

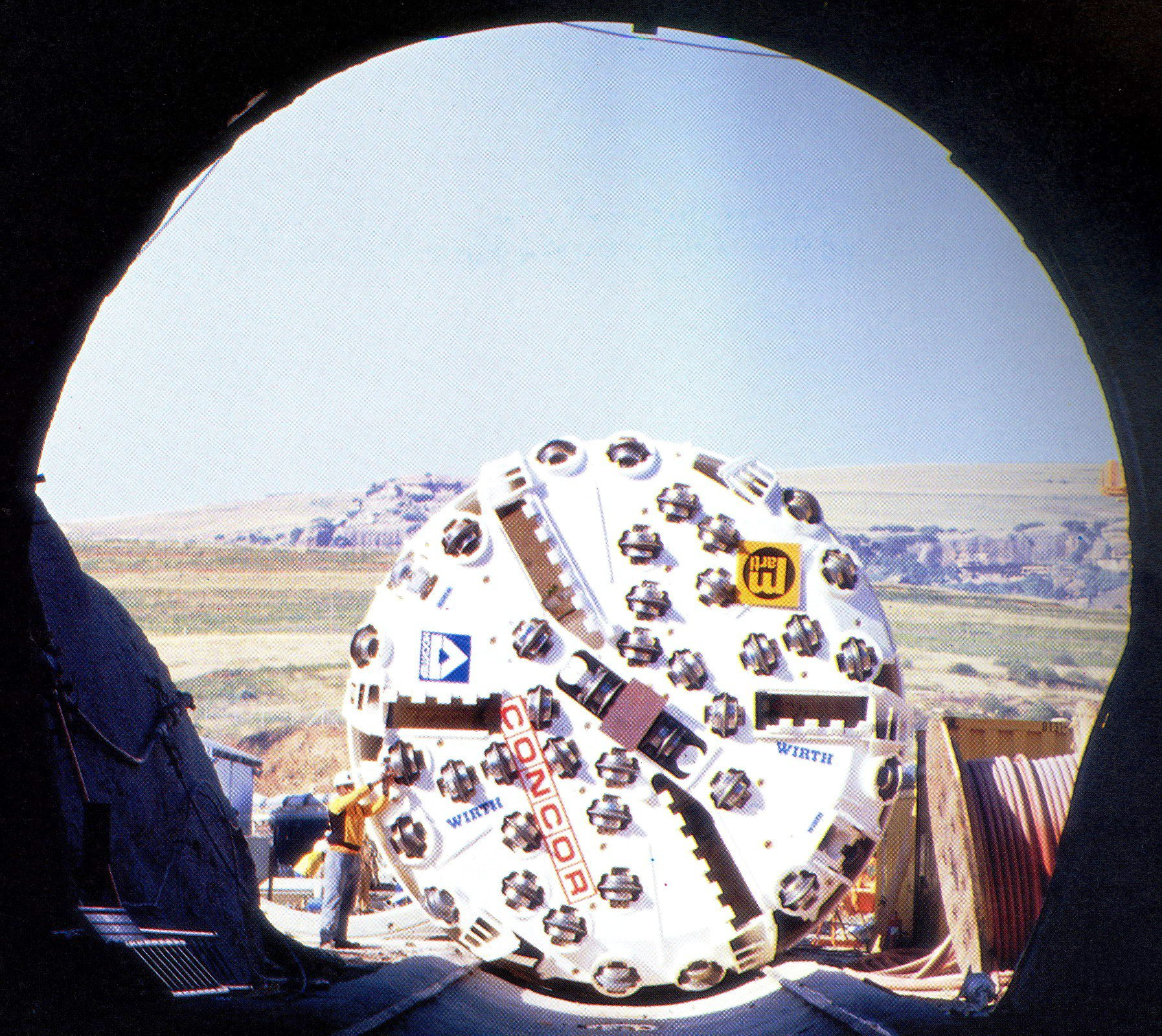
Méretek

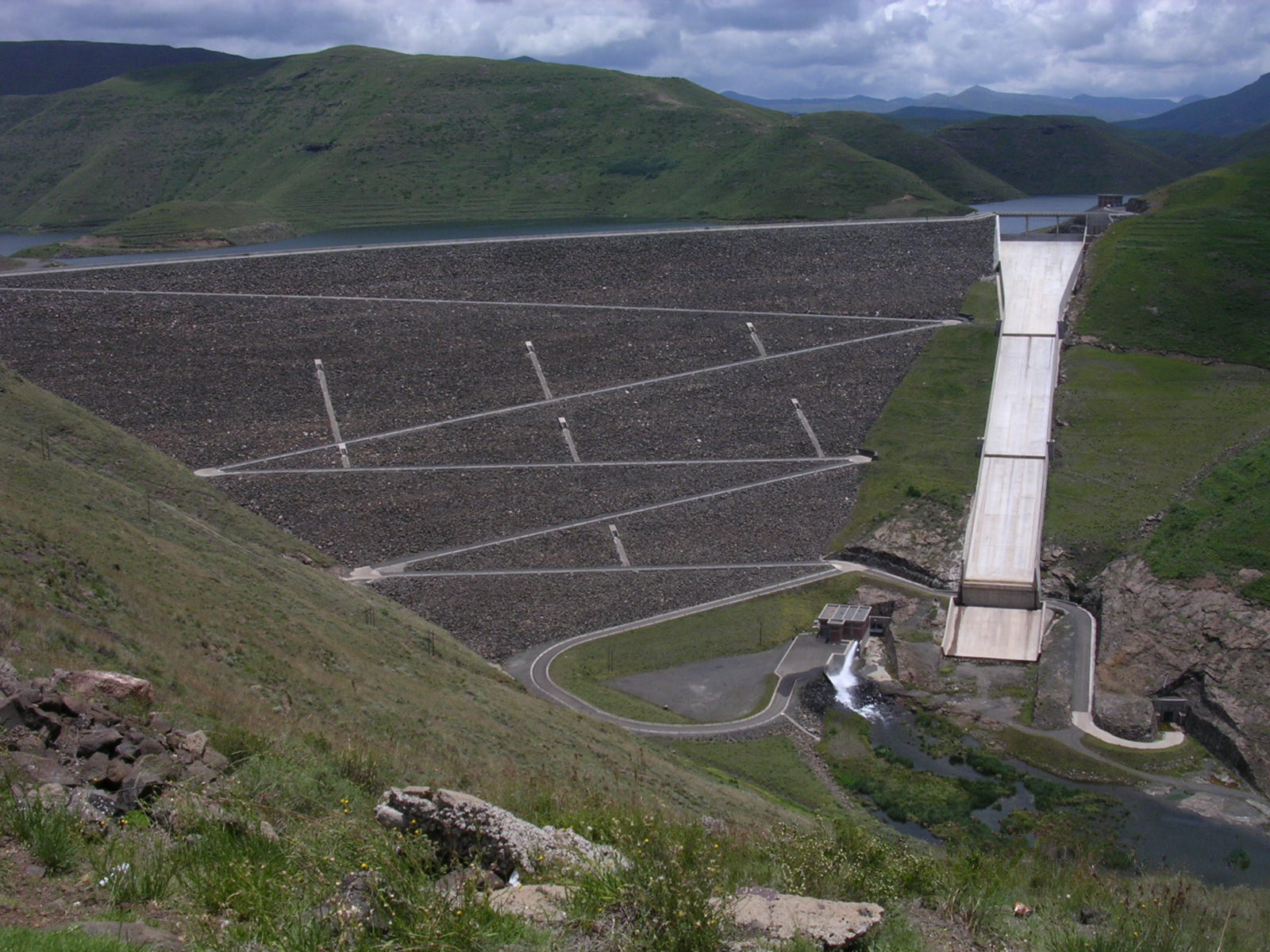
Mohaledam gát

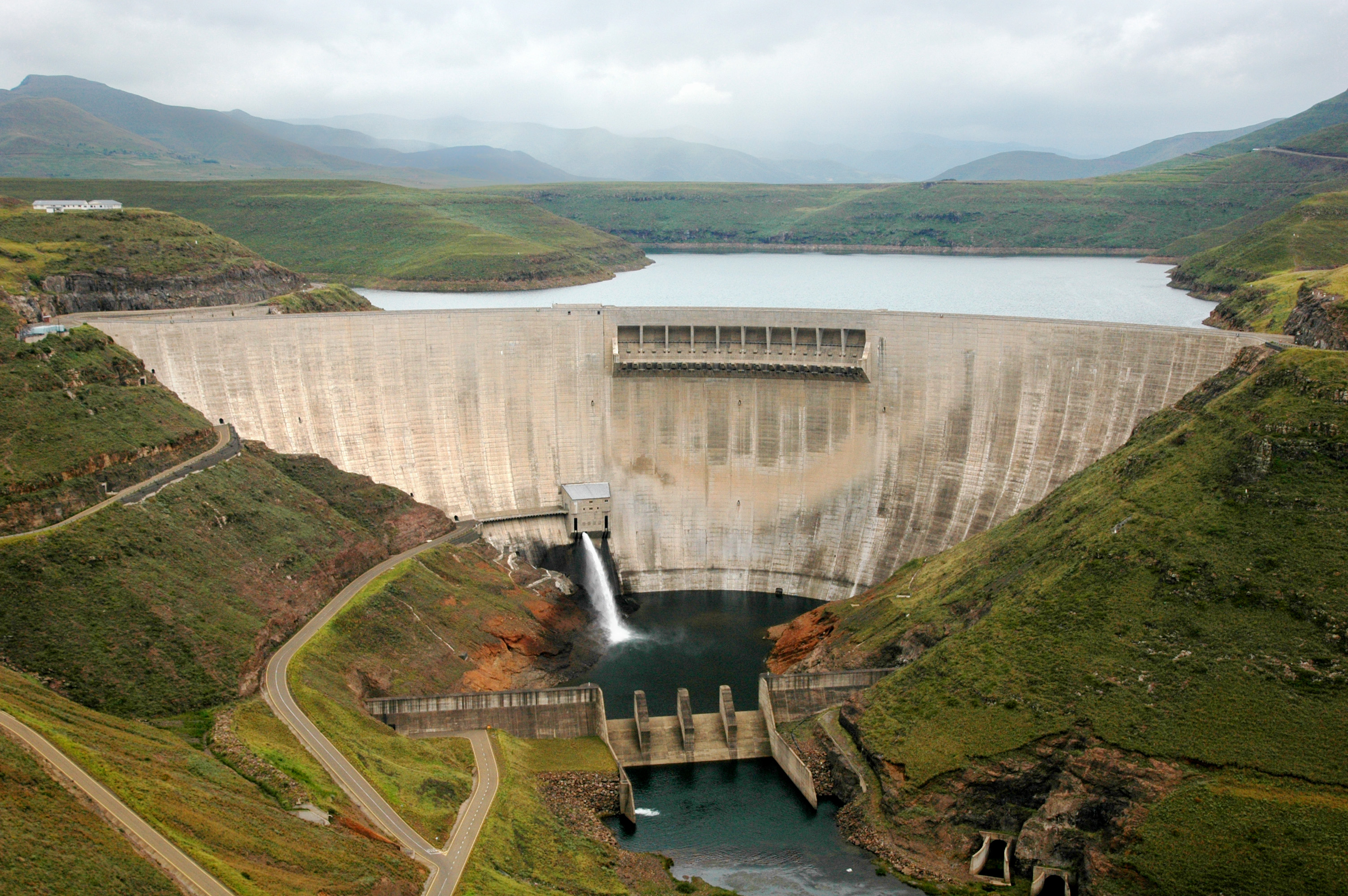
Katse gát

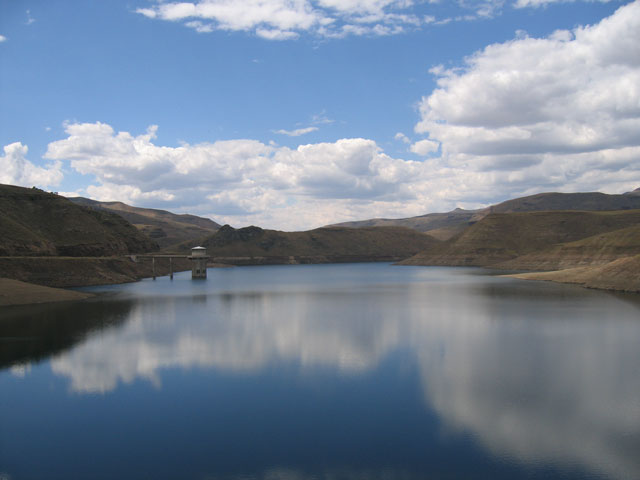
Katse víztározó

A Dél-afrikai Köztársaság által teljesen körülvett magasföldi Lesothóban az éves csapadékmennyiség eső és hó formájában 1000 mm körüli, jóval több, mint Dél-Afrika legnagyobb részén. Lesotho az Oranje folyó vízgyűjtő-területén fekszik. Az Oranje ritkán lakott területeken keresztül folyik az Atlanti-óceánba, ahol a vízkincsből nagyon kevés hasznosul.
A Világbank által is finanszírozott Lesotho Highlands Water Project (LHWPA) Lesothói Magasföldi Vízlétesítmény célja, hogy a víz egy részét északra terelve ellássa a Dél-afrikai Köztársaság ipari, kereskedelmi és politikai központját, Pretoria és Johannesburg környékét. Elkészültével lehetővé vált, hogy gravitációs úton másodpercenként 44 m³ vizet juttassanak el a lesothói Malibamatsu (Oranje) folyón épülő Katse völgyzáró gáttól a vízválasztó Maluti-hegység alatt épülő alagutakon és az As folyón keresztül a dél-afrikai Vaal folyó víztározójába. Lesotho nyeresége a korábban gyakorlatilag nem létező közúti infrastruktúra kiépítése, jelentős exportjövedelem a víz eladásából és olcsó elektromos energia a Muela vízerőműből.

## A megaprojekt főbb elemei, 1A szakasz
- Katse gát és az 1950 millió m³-es víztározó 180 m magas kettős betoníves gát a Malibamatsu folyón.
- Transzfer- (átadó) alagút. A 45 km hosszú, 4,95 m fúrt átmérővel a Drakensberg formáció bazaltjában épült alagút a Katse víztározóból a Muela vízierőműig szállítja a vizet. Falazat nélkülire tervezték, de az amigdolitos bazalt oxigén hatására jóval gyorsabban pusztult le a feltételezettnél, ezért az egész alagút 30 cm vastag, vasalatlan, monolit beton falazatot kapott.
- Muela gát és 72 MW-os vízierőmű a Transzfer alagút végén
- Déli szállító alagút A 15,1 km hosszú alagút, 5,18 m fúrt átmérővel a Clarens homokkő formációban épült a Muela vízierőmü alvízi tározótavától a Lesotho-Dél-Afrika határig. Csak egy rövid, 4,7 km-es szakasza igényelt 30 cm vastag, vasalatlan, monolit beton falazatot.
- Északi szállító alagút A 22,5 km hosszú, a Lesotho és Dél-Afrika határát képező Caledon folyótól az Ash folyóig épült a Karoo sorozat édesvízi üledékes kőzeteiben. Ebből 19,1 km 5,38 m átmérőjű fúrt alagút épült 4,60 m belső átmérőjű vasbeton blokkos falazattal. 2,9 km készült fúrás, robbantással hajtott alagútként, vagy nyitott munkagödörben mindkét esetben monolit vasbeton falazattal. Az alagút viszonylag gyenge, vékony rétegekben egymásra települt édesvízi eredetű, üledékes kőzetekben épült. Ezt alagutat már eleve falazott alagútként tervezték.

## Magyar részvétel
A pajzsos építés vezetésével Klados Gusztávot bízták meg. A Lesotho Highlands Water Project dél-afrikai szakaszának megépítésére a német Hochtief, a svájci Marti és a dél-afrikai Concor alakította meg a HMC Joint Venture-t, azaz munkacsoportot. A felvételi interjú során az egyik kérdésük az volt, tudna-e egy teleszkópos pajzsot 600 méter/hó átlagsebességgel hajtani 19 km-en keresztül. Nyugodtan igent mondott, mert akkor már a Csalagútban, a tenger alatti vonalalagutakban pajzsonként a havi 1600 méter feletti teljesítményt elérték. A feladata pajzsos építésvezetőként először a munka előkészítése lett. Szerződése május végéig, a „Csalagút” egyik tenger alatti vonalalagútjának tervezett lyukasztásáig a TML-hez kötötte, ezért a Hochtiefhez csak júniusban léphetett be. Ennek ellenére némi nehézséggel, de rendszeresen részt vett a pajzsot gyártó német WIRTH cég központjában, az Aachen közelében lévő Erkelenzben tartott tervtanácsokon, ahol megvitatták a géptervezés állását, jóváhagyták a részletterveket. A pajzsgyártók a tenderezéskor csak vázlatterv szinten küldik meg ajánlataikat a vállalkozóknak. A pajzs géplánc későbbi használhatóságát nagyban befolyásoló részletek kidolgozására a részlettervezéskor kerül sor. Rengeteg „csalagútos” tapasztalat épült be a WIRTH pajzsba. A későbbi magas teljesítmények részben ennek is voltak köszönhetőek. A munka előkészítése során ki kellett választani a pajzsot kiszolgáló rendszereket. Ajánlatokat kértek a beszállítóktól majd megrendelték a hosszú értékelések és viták során kiválasztott mozdonyokat, vagonokat, síneket, vasúti aljakat, 11 kV-os kábeleket, szellőző ventilátorokat és csöveket. Megtervezték a pajzsindításhoz, hajtáshoz és visszafordításhoz szükséges segédberendezéseket, szerkezeteket. Megtervezték a falazati gyűrűket, az elemgyár elrendezését és a gyártócsarnok acélszerkezetét. Megrendelték az elemgyártáshoz szükséges sablonokat, darukat gőzkazánt és betonkeverőt. Tizenketten dolgoztak az előkészítésen mégis jutott bőven munka mindenkinek. A projekt tulajdonos TCTA (Trans Caledon Tunnel Authority) képviselője, a projekt dél-afrikai szakaszának műszaki igazgatója, a magyar származású Kubisch Ferenc volt. Sorban érkeztek a kollégák Németországból és Svájcból. Négyen csatlakoztak a projekthez Nagy Britanniából a Channel Tunnel alagútépítések befejezésekor. Érdekes, hogy a projekt lesothói részének főmérnöke (a tulajdonos oldaláról) a szintén magyar származású Fábián úr volt.
Az előkészítő munkák már nyolc hónapja folytak a Little Caledon folyó melletti fő munkahelyen. Megépült a tábor nagy része a klubház-kantinnal a munkahelytől 4 km-re levő Clarensben. Állt a betonelemgyár csarnoka, a betonkeverő, a gőzfejlesztő, elkészült 60 m alagút robbantással a pajzsindításhoz és 80 m betonburkolatú terület az alagút előtt a pajzsszereléshez. Klados Gusztáv egy korábbi látogatása során 320 méternyit kért, de dél-afrikai kollégái nem hitték el, hogy egy pajzs géplánc ilyen hosszú lehet.
Az 1A szakasz Északi Vízszállító alagútjának megépítésére a tender során az HMC JV alternatív megoldást ajánlott. Két pajzs helyett egy teleszkópos pajzzsal javasolták megépíteni a 11,1 km hosszú, északi irányba hajtott Ash és a 8 km hosszú, déli irányba hajtott Caledon alagutakat. Kemény kőzetre tervezett nyitott pajzsokkal fúrt és lőttbeton + kőzetcsavarozásos ideiglenes falazattal, második menetben monolit beton falazattal biztosított alagút helyett, a teleszkópos pajzzsal azonnal beépített, szegmentált vasbeton gyűrűt javasoltak, EPDM gumiprofil vízszigeteléssel. Bár nem ez volt a legolcsóbb ajánlat, elnyerték a tendert. Két alagútfúró gép helyett egy alkalmazása megkövetelte, hogy a rendszer állandóan - korábban csak a Channel Tunnelnél elért – rekord teljesítménnyel dolgozzon. Innen származott a 600 m/hó átlagteljesítmény igény. A munka 1991. február 1-jén indult és 1996 végére fejeződött be. A munka alagutas része a Caledon alagút lyukasztásával három hónappal a szerződéses határidő előtt, 1995. március 3-án fejeződött be.

## Talajviszonyok
Egy pajzs használata kettő helyet azt is jelentette, hogy a munka organizációja is teljesen megváltozott. Az alagutak mélypontja a Little Caledon munkahelyen lévő szifonban volt. Célszerű volt mindkét alagutat innen hajtani felfelé. Vízbetörés esetén a víztelenítés gravitációs úton történt. Ez később nagy segítség volt, amikor egy mindössze 1 m vastag dyke harántolásakor 4,5 m³/perc vízbetörést mértek. Az Ash alagút kihajtása után a pajzsot vissza kellett szállítani a közúton 20 km-re levő Little Caledon munkahelyre és újraindítani. A 470 tonna súlyú pajzsot egyben, egy speciális Cometto trailer segítségével szállították el. A géplánc kocsisor vagonjait egyenként, kisebb közúti trailerekkel szállították vissza.
Az Északi szállító alagút két csöve, az Ash és Caledon alagutak a Karoo Sorozat üledékes kőzetein haladtak keresztül. Az alagutak keresztbe ágyazódott gyenge vagy közepes szilárdságú iszap- és homokköveket, közepes szilárdságú durva homokköveket harántoltak. Az alagutak számos intruzív, vulkáni eredetű, közel függőleges 0,5-45 méterig terjedő vastagságú dolerit rétegen (dyke) haladtak át. Ezeken a dyke-okon keresztül került helyenként több kilométer vastag bazalt takaró - a Drakensberg formáció - az Afrikai kontinens déli részére. A dolerit töredezett, blokkos, nagyon erős, tipikusan 180-300 MPa szilárdságú kőzet. A legtöbb dyke, amit 100 méternél kisebb mélységben harántoltak, jelentős mennyiségű vizet tartalmazott a repedésekben. Ezek a dyke-ok a felszíni öntözővíz tipikus forrásai, könnyen felismerhetőek a rájuk telepített, western filmekre emlékeztető szélkerekes kutakról. A nagyobb takarással harántolt dyke-ok többnyire szárazabbak voltak.
Az alagutat körülvevő kőzet építés közben is szilárd, állékony maradt. Progresszív túlterhelés csak a fejtés körül 1,5 méteren belül volt észlelhető. Néhány helyen előfordult instabilitás a főtében. Ez nagy, 350 m körüli kőzettakarás esetén vagy az iszapkövek túlterhelődésére volt visszavezethető, vagy a kőzet túlterhelődésére a kőzethatároknál. Az utóbbi esetben a tönkremenetel a vízzel telített réteghatáron következett be, ahol az iszapkő felett vízáteresztő homokkő réteg feküdt.
Az alagutak építése során 14 dolerit dyke-on haladtak át. A pajzsból előre, átfedésekkel végzett próbafúrásokból meghatározták a vetők, dyke-ok helyzetét és várható vízhozamát. Hét dyke hozott olyan mennyiségű vizet, hogy célszerűbb volt megállni az alagútfúrással és a pajzsból előre, ernyőszerűen végzett fúrásokkal és cement injektálással a kőzetrepedéseket lezárni. Az injektálások lehetővé tették, hogy a pajzshajtás viszonylag száraz körülmények között folytatódjon. Az Elim Dyke egyik injektáló furatába 21 tonna cementet sajtoltak be. A dyke két hétig tartó teljes injektálásához 51 tonna cementet használtak fel.
Az Északi szállító alagút két fúrt szakasza, az Ash és Caledon alagutak vasbeton blokkos falazattal, összesen 81 500 vasbeton elem beépítésével készültek. 72 500 m³ 50 N/mm² szilárdságú betont használtak a vasbeton elemek gyártására a munkahelyen felállított elemgyárban. Az egyes gyűrűk öt normál- és egy záróelemből álltak. Kettős, 25 mm térítésű ékgyűrűket terveztek. A legnagyobb elforgatáskor az elemekkel 300 m sugarú íveket lehetett építeni.

## A pajzsok

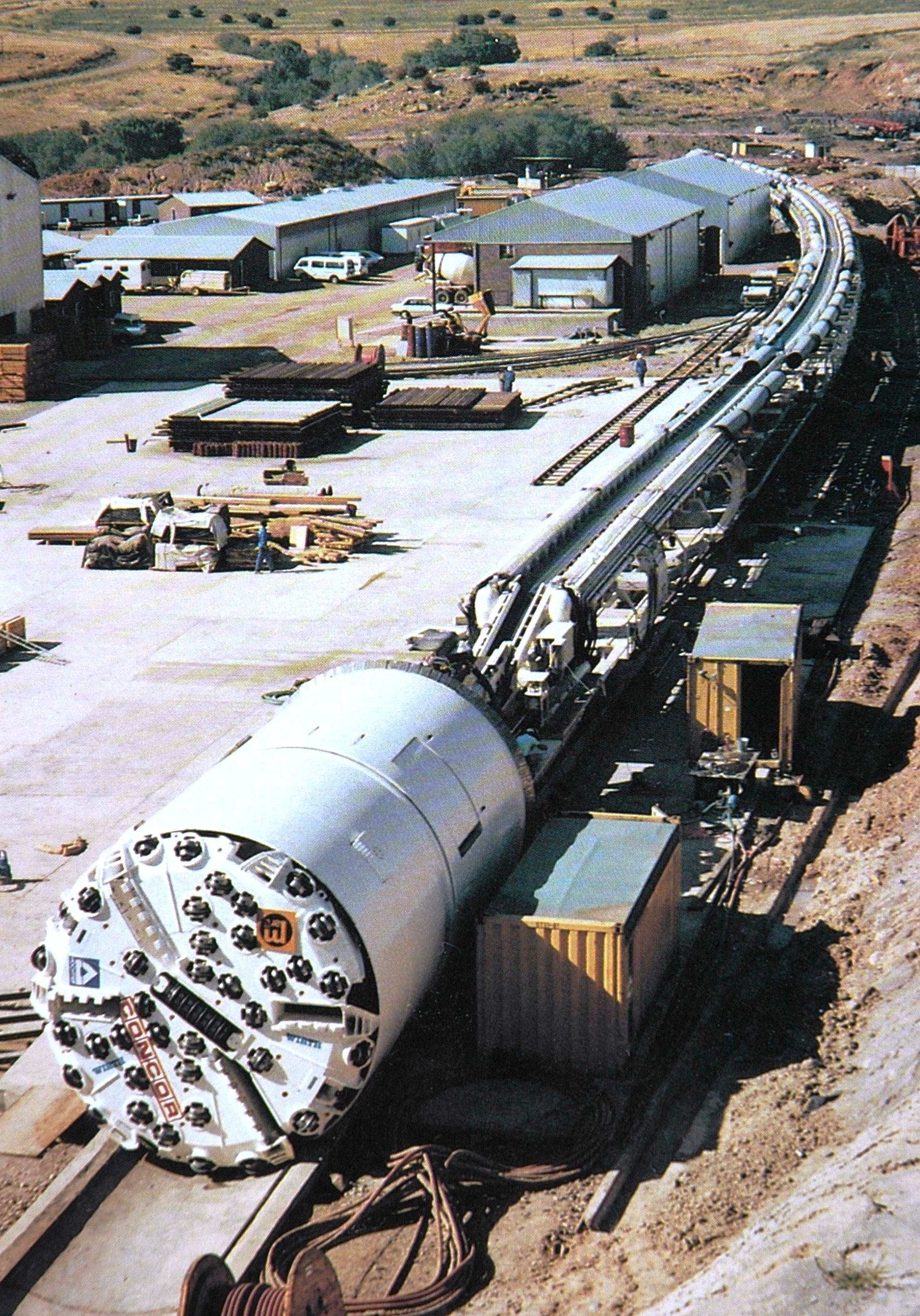
A 320 méter hosszú WIRTH 529 teleszkópos pajzs

A teleszkópos fúrópajzs használatakor a kőzet fúrása és a falazat építése párhuzamosan, egy időben történt. Ez tette lehetővé a normál pajzsokénál jóval magasabb haladási sebességet. Az 1,4 m hosszú, 25 cm vastag gyűrűk a hátsó pajzs faroklemezének védelmében épültek. A fúrási/falazási ciklus befejezése után a hátsó pajzsot az utolsó megépült gyűrűről előre nyomták - talán ez a művelet hasonlít legjobban a hagyományos pajzsoknál a nyomatásra - a hátűrt ezzel párhuzamosan 3,30 m³ habarccsal kiinjektálták. A szigetelést a faroklemez és a szegmensek között Phoenix S1 gumiprofil végezte. A pajzsköpeny és a kőzet közötti túlfejtési hézagot az építés idején még újdonságnak számító rozsdamentes rugóacélból készült külső szigetelés zárta le.
A WIRTH 539 fúrópajzsot változó, nehéz kőzetviszonyok között nagy sebességű munkára tervezték. A specifikáció óránként három gyűrűt követelt. A legjobb elért teljesítmény egy 12 órás műszakban 29 gyűrű, azaz 40,6 m alagút volt. A segédrendszereket hordozó kocsisor teljes hossza 320 m volt. Abban az időben újdonságnak számított, hogy a vágófejet (rotort) az első pajzs mozgatása nélkül 300 mm-t ki lehetett tolni a főcsapágyon keresztül, ezzel mintegy kettős teleszkópos rendszert biztosítva konvergáló kőzeten való áthaladáshoz.
A pajzs köpenyébe 17 fúrónyílás (port) volt beépítve. Ezeken keresztül egymást legalább 10 méterrel átfedő, általában 115 méter hosszú kutatófúrásokat végeztek az alagutak egész hosszában. Talajvíz jelenléte esetén a portokon keresztül az erektorra szerelt fúrógéppel injektálólyukakat fúrtak a pajzs elé a kőzet kezelésére.
1995 márciusára öt alagútfúró gép/pajzs közreműködésével a teljes alagútrendszer megépült. Kevesebb mint három év alatt 80 km alagutat fúrtak a puha agyag- és iszapkövektől a bazaltig és a nagyon kemény doleritig változó kőzetekben. 1993 áprilisában az öt alagútfúró gép 4899 méter alagutat fúrt egyetlen hónap alatt.
A projekt építése politikailag igen érzékeny időszakban zajlott. Ekkor történt Dél-Afrikában a „rendszerváltás”, az apartheid átadta helyét az új demokratikus rendszernek. Szokásos, hogy indításkor a pajzsokat - a projekt szempontjából - prominens személy felesége kereszteli a saját nevére. A lyukasztáskor egy új potentát felesége érdeklődött élénken: miért is hívják a pajzsot Margot-nak. Margot volt a neve ugyanis az induláskor a vízügyeket, korábban azonban a titkosszolgálatokat felügyelő miniszter feleségének.
| Az alagútfúró gépek és pajzsok főbb műszaki adatai | Az alagútfúró gépek és pajzsok főbb műszaki adatai | Az alagútfúró gépek és pajzsok főbb műszaki adatai | Az alagútfúró gépek és pajzsok főbb műszaki adatai | Az alagútfúró gépek és pajzsok főbb műszaki adatai |
|                                                    | WIRTH (pajzs)                                      | ATLAS COPCO                                        | ROBBINS új                                         | ROBBINS felújított                                 |
| -------------------------------------------------- | -------------------------------------------------- | -------------------------------------------------- | -------------------------------------------------- | -------------------------------------------------- |
| Motorteljesítmény (kW)                             | 6×250                                              | 3×560                                              | 5×315                                              | 6×168                                              |
| Maximális tolóerő (N)                              | 21 000                                             | 8300                                               | 7700                                               | 7475                                               |
| Átmérő (m)                                         | 5,39                                               | 4,95                                               | 4,95                                               | 5,18                                               |
| Vágófej max. fordulatszáma (ford/perc)             | 8,6                                                | 10                                                 | 10                                                 | 7,2                                                |
| Vágófej forgató nyomatéka (kNm)                    | 2700 max. 4500                                     | 1580                                               | 1560                                               | 1335                                               |
| Fejtőkorongok (Db)                                 | 42                                                 | 34                                                 | 35                                                 | 37                                                 |
| Fejtőkorong-átmérő (mm)                            | 416                                                | 432                                                | 432                                                | 432                                                |
| Max fejtőkorong terhelés (kN)                      | 220                                                | 244                                                | 222                                                | 202                                                |
| Géptömeg (t)                                       | 470                                                | 280                                                | 300                                                | 270                                                |